# 奥村晃三
奥村 晃三（おくむら こうぞう、1935年10月11日 - ）は、日本の経営者。大日本インキ化学工業社長を務めた。

## 来歴・人物
東京都出身。1961年に福島大学経済学部経営学科を卒業し、同年に大日本インキ化学工業に入社。1991年6月に取締役に就任し、1995年6月に常務を経て、1998年6月には社長に就任。2004年6月に会長に就任。